# Aleixo das Neves Dias
Aleixo das Neves Dias S.F.X. (Calangute, 5 de agosto de 1944) é um prelado goês da Igreja Católica, atual bispo emérito da Diocese de Port Blair.

## Biografia
Entrou em 1956 no All India Mission Seminary, da Sociedade do Pilar, em Goa. Posteriormente, em 1961, entrou para o noviciado na Sociedade dos Missionários de São Francisco Xavier e fez a primeira profissão religiosa no ano seguinte. Recebeu a ordenação presbiteral em 21 de dezembro de 1969 para a mesma Sociedade.
Em 30 de dezembro de 1971, desembarcou em Port Blair e foi nomeado pároco em Mayabunder, Andamão do Norte. Enviado para Roma para estudos superiores em 1976, concluiu o mestrado em sociologia em Roma e recebeu o diploma em comunicações em Londres em 1980. Ao retornar à Índia, torna-se reitor do Seminário do Pilar.
Em 22 de junho de 1984, o Papa João Paulo II o nomeou bispo da recém erigida Diocese de Port Blair. Recebeu a ordenação episcopal em 20 de janeiro de 1985, na Igreja Stella Maris de Port Blair, do arcebispo de Ranchi, Pius Kerketta, S.J., coadjuvado pelo patriarca das Índias Orientais, Raul Nicolau Gonçalves e pelo bispo de Jamshedpur, Joseph Robert Rodericks, S.J.
Durante sua prelazia, ocorreu um terremoto e tsunami em 26 de dezembro de 2004, que devastaram as Ilhas Andamão e Nicobar. Cerca de 15 mil pessoas morreram só nas ilhas. Quase todas as igrejas, presbitérios, conventos e escolas do Grupo Sul de Ilhas foram destruídas. Ele ficou creditado por liderar obras de socorro e reabilitação e reconstruir essas estruturas em tempo recorde.
Teve sua renúncia aceita pelo Papa Francisco do governo episcopal, por limite de idade, em 6 de janeiro de 2019.